# Карл Людвіг д'Ельза
Карл Людвіг д'Ельза (нім. Karl Ludwig d’Elsa; 1 листопада 1849, Дрезден — 20 липня 1922, Танненфельд) — німецький воєначальник, генерал-полковник Саксонської армії. Кавалер ордена Pour le Mérite.

## Біографія
В 1869 році вступив в Саксонську армію, брав участь у французько-прусській війні. Після цього він служив у різних військових частинах Саксонської армії, а з 1895 року — у військовому міністерстві Саксонії. В 1903 став командиром 24-ї піхотної дивізії, розташованої в Лейпцигу. В березні 1910 року очолив 12-й армійський корпус, розташований у Дрездені.
На початку Першої світової війни корпус д'Ельзи входив до складу 3-ї армії під командуванням Макса фон Гаузена і брав участь у Прикордонних битвах, у битвах при Дінані та Шарлеруа, а також у першій битві на Марні. Д'Ельза командував корпусом до квітня 1916 року, коли став командувачем армійською групою «А», яка займала позиції в Лотарингії. На початку 1917 року був знятий з посади командувача армійською групою «А» і більше не отримав призначень.
Після війни союзники хотіли судити д'Ельзу за ймовірні злочини, скоєні його підрозділами проти бельгійського цивільного населення. Д'Ельза вийшов у відставку 21 січня 1920 року.

## Сім'я
8 жовтня 1875 року одружився в Дрездені з Маргаритою Андре (1853–1888). 6 червня 1891 року одружився з Шарлоттою фон Штігліц, дочкою генерал-лейтенанта Туйско фон Штігліца. В пари народились 3 дітей:
- Вальтер (1877–1914) — гауптман Саксонської армії, загинув у бою.
- Елізабет (1879–1952)
- Пріска (1895–1963)

## Звання
- Фенріх портупеї (1 квітня 1869)
- Другий лейтенант (29 липня 1940)
- Перший лейтенант (26 листопада 1874)
- Гауптман (1 квітня 1881)
- Майор (7 вересня 1889)
- Оберстлейтенант (18 жовтня 1893)
- Оберст (11 грудня 1896)
- Генерал-майор (4 липня 1899)
- Генерал-лейтенант (23 квітня 1903)
- Генерал піхоти (23 вересня 1908)
- Генерал-полковник запасу (23 січня 1918)

## Нагороди
- Залізний хрест 2-го класу і застібками «25» і «1914»
- Пам'ятна військова медаль за кампанію 1870-71 з чотирма застібками
- Орден Альберта (Саксонія)
  - лицарський хрест 1-го класу з військовою відзнакою
  - командорський хрест 2-го класу
  - великий хрест з мечами на кільці
- Орден Червоного орла
  - 4-го класу
  - 3-го класу
  - 2-го класу із зіркою
  - великий хрест
- Орден Заслуг (Саксонія)
  - лицарський хрест 1-го класу
  - командорський хрест 2-го класу
  - командорський хрест 1-го класу
  - великий хрест
- Почесний хрест (Ройсс) 1-го класу
- Медаль «За вислугу років» (Саксонія) (1894)
- Столітня медаль (1897)
- Орден «За військові заслуги» (Баварія)
  - командорський хрест
  - великий командорський хрест
  - 1-го класу
  - великий хрест
- Орден Корони Сіаму, великий офіцерський хрест
- Орден Залізної Корони 2-го класу (Австро-Угорщина)
- Орден дому Саксен-Ернестіне
  - командорський хрест 1-го класу
  - великий хрест
- Орден Леопольда I, великий офіцерський хрест (Бельгія)
- Орден Корони (Пруссія)
  - 2-го класу із зіркою
  - 1-го класу
- Орден Білого Сокола
  - командорський хрест 1-го класу
  - великий хрест
- Орден Вранішнього Сонця 3-го класу (Японська імперія)
- Орден Священного скарбу 3-го класу (Японська імперія)
- Орден Вюртемберзької корони, командорський хрест із зіркою
- Орден військових заслуг (Іспанія), великий хрест
- Орден Франца Йосифа, великий хрест (Австро-Угорщина)
- Військовий орден Святого Генріха
  - лицарський хрест (9 вересня 1914)
  - командорський хрест 2-го класу (3 травня 1915)
- Залізний хрест 1-го класу
- Pour le Mérite (1 вересня 1916)
- Орден Заслуг Прусської Корони з мечами (2 січня 1917)